# Bíró Pál (kertész)
Bíró Pál (Hódmezővásárhely, 1852. augusztus 10. – Debrecen, 1924. december 12.) kertész Debrecenben.

## Élete
Bíró János református tanító fia. A gimnáziumot szülővárosában végezvén a budapesti műegyetemre ment, onnét a Gellérthegy alatti vincellérképző hallgatója lett és az ottan tanított gyakorlati és elméleti tantárgyakból vizsgát tett. Ekkor mint állami ösztöndíjas a gyümölcsfa tenyésztés gyakorlatának elsajátítása végett Pusztafödémesre a gróf Zichy Ferenc-féle nagyhírű kertészetbe az ottani főkertész Richon Ágost mellé; onnan pár év múlva elméleti ismereteinek bővítése végett szintén mint állami ösztöndíjas Poroszországba, a proskaui felsőbb pomológiai intézetbe ment; végül a katonai önkéntesi szolgálata bevégzése után 1875-ben a debreceni magyar királyi gazdasági tanintézethez nevezték ki előbb főkertésznek és a kertészeti tárgyak tanítójának, később segédtanárnak. 1888-ban megválván az intézettől, önállóan, arra berendezett telepen kereskedelmi növények termelésével foglalkozott.
Kertészeti cikkei a Kertész Gazdában (1872-73.), Nép kertészben (1874.), Borászati Lapokban (1874.), Falusi Gazdában (1874.) Földmivelési Érdekeink, Gyakorlati Mezőgazda és a későbbi szaklapokban jelentek meg.

## Munkái
- Kertészeti kézikönyv. I. kötet. Gyümölcsfa-kertészet. Debreczen, 1880. (2. kiadás. Bpest, 1886.)
- Mauthner kertészkönyve. Bppest, 1885.
- A kis gyümölcsfa kertész. Uo. 1891. (Sajtó alatt.)
- A kis konyhakertész. Uo. 1891. (Sajtó alatt.)

Kéziratban: Zöldségtermelés nagyban és kicsinyben, két kötet.